# 레이놀즈 수송정리
레이놀즈 수송정리(Reynolds transport theorem)는 검사체적(Control Volume)을 정의하고 시스템에 적용되는 물리법칙을 검사체적에 적용하는 유체역학 이론이다. 여기서 시스템은 유체들(유체계) 또는 유체내에 물질을 포함할 수도 있다.
미적분학에서, 라이프니츠-레이놀즈 수송 정리(Leibniz-Reynolds transport theorem 이라고도 함) 또는 간단히 말하면 레이놀즈 정리는 '적분 부호하에서 미분'(differentiation under the integral sign)이라고도 하는 라이프니츠 적분 규칙의 3차원 일반화이다. 정리는 오스본 레이놀즈(1842–1912)의 이름을 따서 명명되었다. 적분량의 미분을 재구성하는데 사용되며 연속체 역학의 기본 방정식을 공식화하는 데 유용하다.

## 같이 보기
- 오일러-라그랑주 기술법
- 나비에-스토크스 방정식
- 뉴턴 유체